# مرد در آینه (کتاب)
مردی در آینه (به انگلیسی: the Man in the Mirror) کتابی به قلم کارول جروم، خبرنگار کانادایی است.
این کتاب سرگذشت زندگی کارول جروم با دوست‌پسرش صادق قطب زاده (وزیر امور خارجه سابق ایران و مدیر صدا و سیما) پیرامون حوادث پس از انقلاب اسلامی ایران است.
زمانی که صادق قطب‌زاده در پاریس مقدمات بازگشت روح‌الله خمینی را به تهران فراهم می‌کرد، به عنوان مترجم و یکی از نزدیک‌ترین افرد به وی کنفرانس‌های خبری متعددی با خبرنگاران غربی هم داشت. در یکی از این کنفرانس‌ها با کارول جروم (Carole Jerome)، خبرنگار کانادایی شبکه CBC آشنا شد. این آشنایی خیلی زود به یک رابطه عاشقانه جدی بدل گشت که حتی باعث شد کرول جروم با وجود عدم علاقه‌اش به مسائل خاورمیانه با پرواز ایرفرانس همراه خمینی و قطب‌زاده راهی تهران شود. اگرچه این رابطه تا زمان اعدام قطب‌زاده مخفی ماند اما آنقدر جدی بوده که کرول جروم به خاطرش از CBC استعفا می‌دهد تا بتواند در تهران بماند. به این موضوع در کتاب «اخلاق و رسانه‌ها: اخلاق در ژورنالیسم کانادایی» هم اشاره شده‌است. این خبرنگار کانادایی که بعداً به CBC بازمی‌گردد در سال ۱۹۸۷ کتابی به عنوان: «مردی در آینه: داستانی واقعی از عشق، انقلاب و خیانت در ایران» منتشر می‌کند.